# 그랑제콜 준비반

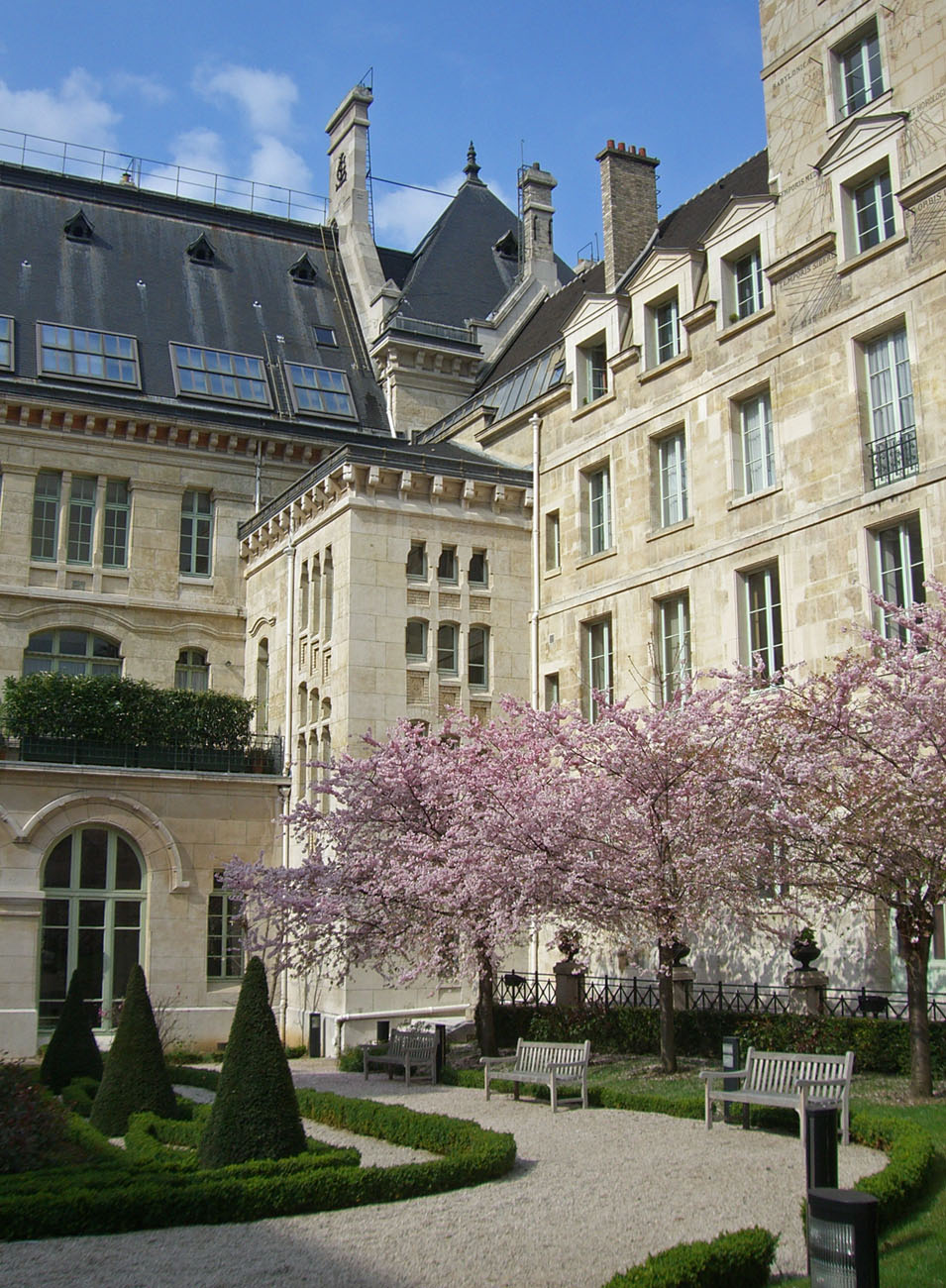
프랑스 파리의 중등학교 리세 루이르그랑

그랑제콜 준비반(프랑스어: Classes Préparatoires aux Grandes Écoles)은 프랑스의 3차 교육 기관으로 그랑제콜에 진학하고자 하는 학생을 위한 학교이다. 클라스 프레파(classes prépas) 또는 간단히 프레파(prépas)라고도 부른다. 학업량은 유럽에서 가장 많은 축에 속하는 것으로 알려졌다. 수업 기간은 2년이지만 3년이나 4년까지 늘릴 수도 있다.

## 입학
그랑제콜 준비반은 고등학교에 설치돼 있으며, 그랑제콜 준비반에 들어가기 위해서는 바칼로레아를 통과하거나 그와 동등한 자격을 갖추어야 한다. 그랑제콜 준비반에 들어가기 위해서는 대개 고등학교 과정의 마지막 2년간 성적이 중요하다. 일부 그랑제콜 준비반, 주로 사립 그랑제콜 준비반은 인터뷰나 사회 참여도를 보기도 한다.
2007년 6월 기준으로 534,300명의 학생들이 바칼로레아를 통과했고, 그 가운데 약 7.5%인 40,000명이 그랑제콜 준비반에 들어갔다.

## 구조
그랑제콜 준비반은 보통 2년 과정이지만 2년차 과정을 한 번 반복하기도 한다. 그랑제콜 준비반은 과학 및 공학, 인문학, 경제학 과정의 세 과정으로 나뉘어 있다.

### 과학 그랑제콜 준비반

과학 그랑제콜 준비반 이수 체계도

과학 그랑제콜 준비반은 그랑제콜 준비반 가운데 가장 오래된 과정이다. 과학 그랑제콜 준비반 과정에는 다음과 같은 세부 과정이 있다.
- BCPST(Biologie, Chimie, Physique, sciences de la terre): 생물학, 화학, 물리학, 지구과학
- MPSI(Mathématiques, Physiques, Sciences de l'Ingénieur): 수학, 물리학, 공학. 2년차에는 MP(수학, 물리학) 또는 PSI(물리학, 공학)을 이수
- PCSI(Physique, chimie, sciences de l'ingénieur): 물리학, 화학, 공학. 2년차에는 PC(물리학, 화학) 또는 PSI(물리학, 공학)을 이수
- TB(Technologie, biologie): 과학 기술, 생물학
- TPC(Technologie, physique et chimie): 과학 기술, 물리학, 화학
- TSI(Physiques, Technologie, sciences industrielles): 물리학, 과학 기술, 산업 과학

1년차와 2년차 과정 모두 1주일에 많으면 12시간의 수학 수업과 10시간의 물리학 수업, 4시간의 외국어 수업, 2시간의 문학 및 철학 수업 등이 있고, 부전공 수업 시간도 있다. 그 밖에 수 시간의 과제 시간도 있다.

### 문학 및 인문학 그랑제콜 준비반
문학 및 인문학 그랑제콜 준비반은 다학제적 접근을 중시해 철학과 문학, 사학, 지리학, 외국어, 고대 언어와 같은 인문학의 모든 범주를 다룬다. 문학 및 인문학 그랑제콜 준비반은 '캬뉴(Khâgne)'이라고도 하는데, 캉은 세 가지 부류가 있다.
- 캬뉴 '울름': 파리 고등사범학교 준비반
- 캬뉴 '리옹': 리옹 고등사범학교 준비반
- 캬뉴 'B/L': 파리, 리옹 및 기타 고등사범학교 준비반

### 경제학 그랑제콜 준비반
경제학 그랑제콜 준비반은 경제학과 경영학, 상학 등을 다룬다.

## 학위
그랑제콜 준비반에서는 어떠한 학위도 수여하지 않지만, 2009-10학년도부터 유럽 학점을 부여하기에 대학에 들어가 학사 학위를 취득할 수 있다.
또한 많은 그랑제콜 준비반에서 우수한 학생들이 그랑제콜 준비반을 졸업하고 대학 학위를 취득할 수 있도록 대학들과 협약을 맺기도 한다. 이 경우 그랑제콜 준비반 과정의 수업 일부를 대학에서 듣기도 한다.

## 같이 보기
- 그랑제콜